# Gunnar Nordahl
Gunnar Nordahl (n. 19 octombrie 1921, Hörnefors⁠(d), Comitatul Västerbotten, Suedia – d. 15 septembrie 1995, Alghero, Sardinia, Italia) a fost un fotbalist suedez care a jucat în principal pentru AC Milan.
Nordahl și-a început cariera de fotbalist la Degerfors în Suedia înainte de a se transfera la IFK Norrköping. A câștigat campionatul suedez de patru ori cu Norkkoping și a înscris șapte goluri într-un singur meci.
Nordahl a fost selecționat pentru prima oară în naționala de fotbal a Suediei în 1945. În 1948, a ajutat Suedia să câștige turneul de fotbal de la Olimpiada de Vară, fiind golgheterul turneului.
În Suedia, Nordahl a înscris 149 de goluri în 172 de meciuri înainte de a fi transferat la AC Milan. A sosit la Milan pe 22 ianuarie 1949. Mai târziu, i s-au alăturat doi co-naționali, Gunnar Gren și Nils Liedholm cu care a format celebrul trio Gre(n)-No(rdahl)-Li(edholm).
Transferul lui Nordahl la AC Milan a coincis cu retragerea sa de la echipa națională datorită regulilor stricte a federației suedeze din acea perioadă conform cărora jucătorii profesioniști nu aveau voie să joace în echipa națională. În total, a înscris 44 de goluri în 30 de meciuri pentru Suedia, o medie de aproape 1.5 goluri pe meci. În cele opt sezoane petrecute cu AC Milan a terminat ca golgheter al Seriei A de cinci ori. După AC Milan, Nordahl a jucat două sezoane pentru Roma.
Nordahl este golgheterul din toate timpurile al lui AC Milan, cu 210 goluri. Rămâne încă pe locul doi în topul marcatorilor din toate timpurile în Serie A, după Silvio Piola.

## Trofee
- 2 x Serie A
- 4 x Campionatul Suediei
- 1 x Cupa Suediei
- 2 x Cupa Latină
- 1 x Medalia de Aur la Olimpiadă
- 1 x Golgheter la Olimpiadă
- 5 x Golgheter în Serie A
- 4 x Golgheter în Campionatul Suediei